# مارلين كارلسون نيلسون
مارلين كارلسون نيلسون (بالإنجليزية: Marilyn Carlson Nelson)‏ هي سيدة أعمال أمريكية، ولدت في 19 أغسطس 1939.

## وصلات خارجية
- مارلين كارلسون نيلسون على موقع إن إن دي بي (الإنجليزية)